# Moa
De moa's waren grote loopvogels die leefden in Nieuw-Zeeland. Er zijn elf uitgestorven soorten bekend. In de voedselketen bezetten zij de positie die elders ingenomen wordt door grote plantenetende zoogdieren, die in Nieuw-Zeeland ontbraken. Meer dan 2 miljoen jaar geleden waren deze vogels de dominante soorten in Nieuw-Zeeland, waar ze in elk soort leefgebied voorkwamen, van zeeniveau tot in de hoge bergen. Toen de voorouders van de Maori zich in Nieuw-Zeeland vestigden, verdwenen de moa's binnen enkele eeuwen. Vóór de 16e eeuw waren alle soorten uitgestorven.

## Verdwijning
Tot de komst van de mens hadden de verschillende soorten moa's alleen Haasts arend (Harpagornis moorei) te vrezen. Deze reusachtige roofvogel was de grootste adelaar die ooit geleefd heeft.
Ondanks sporen van eerdere menselijke aanwezigheid lijken de eerste Polynesische nederzettingen van Nieuw-Zeeland ontstaan te zijn in de late 13e eeuw. Deze Polynesiërs, de voorouders van de hedendaagse Maori, bejaagden de moa's zozeer dat de moapopulatie sterk achteruit ging. Net als andere grote, langzaam voortplantende vogels waren moa's kwetsbaar voor menselijke jacht. Andere oorzaken voor de achteruitgang van de populaties waren de toenemende menselijke bevolkingsdruk en het verlies van leefgebied, doordat de vroege kolonisten bossen kapten en al dan niet opzettelijk afbrandden. Na 50-160 jaar verdween de moa van het menu van de Maori en binnen 200 jaar van menselijke kolonisatie raakten de verschillende moasoorten uitgestorven en vergeten.

## Eerste bewijs
Joel Samuel Polack (1807–1882), een handelaar, schrijver en Nieuw-Zeelandkenner, deed in 1834 de eerste vondst van moabotten. Maori toonden hem verschillende grote, versteende fossielen en Polack dacht dat er ooit een soort emoe of een vogel van het geslacht Struthio in Nieuw-Zeeland geleefd moest hebben. Hij publiceerde zijn ontdekking in een boek, maar die werd niet opgemerkt door de biologen van zijn tijd. Polack behield de beenderen niet en de reuzenvogels van Nieuw-Zeeland bleven nog een paar jaar onbekend.
Handelaar John W. Harris bemachtigde ergens tussen 1831 en 1836 de schacht van een dijbeen, afkomstig van de oostkust van het Noordereiland van Nieuw-Zeeland. In 1837 kreeg John Rule dit bot van zijn vriend Harris en in 1839 nam Rule het bot mee naar Engeland, waar hij het met verschillende dierenbotten vergeleek. Hij kwam tot de overtuiging dat het bot van een vogel afkomstig moest zijn en probeerde het bot te verkopen aan het British Museum. Het museum ging daar niet op in en op advies van G.R. Gray zocht hij contact met het Royal College of Surgeons, dat het bot voor onderzoek ter beschikking stelde van Richard Owen. Het college gaf ook een brief van Rule door, waarin hij veronderstelde dat het bot van een vogel afkomstig was. Ook Owen vergeleek het dijbeen met botten van verschillende dieren en hij kwam eveneens tot de conclusie dat het om een vogel ging. Het bot werd toen verkocht aan M.P. Bright uit Bristol en jaren later aangeschaft door het British Museum. Aan de hand van dit bot concludeerde Owen in 1840 dat er een reusachtige, struisvogelachtige vogel in Nieuw-Zeeland moet hebben voorgekomen of misschien nog zelfs voorkwam. Al snel werden er meer ontdekkingen gedaan en Owen beschreef in 1843 het geslacht Dinornis aan de hand van de beenderen uit Nieuw-Zeeland. Dinornis is een samenstelling van de Griekse woorden δεινος (verschrikkelijk, groot, ongehoord) en ορνις (vogel).
De eerste substantiële hoeveelheid moabeenderen die Engeland bereikten, waren tussen 1839 en 1842 verzameld bij een riviertje in de buurt van Poverty Bay (Wairoa) door missionaris W. Williams. Hij zond deze beenderen naar William Buckland, een geoloog van de Universiteit van Oxford. In een bijgevoegde brief van 28 februari 1842 verklaarde Williams dat de beenderen kwamen van vogels die bij de Maori bekendstonden als "moa's".

## Aantal soorten

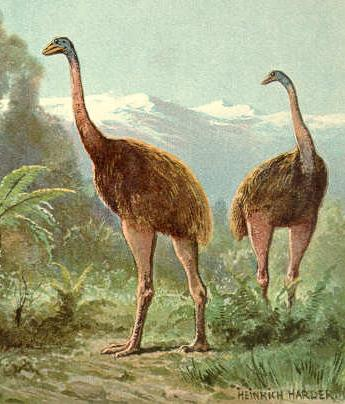
Uit: “Tiere der Urwelt” van Heinrich Harder, circa 1916

Zelfs na onderzoek van veel vondsten van moabeenderen, bleek het moeilijk om een compleet beeld van deze dieren te krijgen. In de vorige eeuwen zijn er vele moasoorten beschreven en later nam dit aantal weer sterk af, omdat vele exemplaren waarvan men dacht dat het verschillende soorten waren feitelijk mannetjes en vrouwtjes van dezelfde soort waren. Het probleem van het geslacht heeft ervoor gezorgd dat het aantal erkende moasoorten daalde van 38 naar maar 11.
Deze 11 moasoorten van de orde Dinornithiformes (moa's) konden verdeeld worden in drie families:
Familie: Emeidae
| Wetenschappelijke naam              | Nederlandse naam |
| ----------------------------------- | ---------------- |
| Anomalopteryx didiformes Owen, 1844 | Kleine bosmoa    |
| Emeus crassus Owen, 1846            | Oostelijke moa   |
| Euryapteryx curtus Owen, 1846       | Kustmoa          |
| Euryapteryx geranoides Owen, 1848   | Kortpootmoa      |
| Pachyornis australis Oliver, 1949   | Kuifmoa          |
| Pachyornis elephantopus Owen,1856   | Dikpootmoa       |
| Pachyornis mappini Archey, 1941     | Mappins moa      |

Familie: Megalapterygidae
| Wetenschappelijke naam          | Nederlandse naam |
| ------------------------------- | ---------------- |
| Megalapteryx didinus Owen, 1883 | Bergmoa          |

Familie: Dinornithidae
| Wetenschappelijke naam              | Nederlandse naam |
| ----------------------------------- | ---------------- |
| Dinornis giganteus Owen, 1844       | Reuzenmoa        |
| Dinornis novaezealandiae Owen, 1843 | Grote bosmoa     |
| Dinornis struthoides Owen, 1844     | Slanke bosmoa    |

### Herziening van indeling in soorten
Twee groepen onderzoekers in Nieuw-Zeeland en Groot-Brittannië geloven dat ze het probleem rondom het geslacht in de moasoorten hebben opgelost, met wat zij noemen de eerste "moleculaire geslachtsbepaling" van een uitgestorven soort. Dit hebben zij gedaan door te zoeken naar kleine DNA-fragmenten in moabotten. Door te kijken naar het mitochondriaal DNA, het erfelijk materiaal dat doorgegeven wordt door de moeder, ontdekte zij dat er maar twee verschillende moasoorten van het geslacht Dinornis waren. Eén op het Noordereiland van Nieuw-Zeeland en de andere op het Zuidereiland, met de wateren van de Straat Cook als een ondoordringbare grens voor een niet-vliegende loopvogel. Dat men tevoren drie soorten erkend had in het geslacht Dinornis, kwam door het grootteverschil: men achtte het niet aannemelijk dat de vogelmannen en -vrouwen zoveel van elkaar konden verschillen.
Door opnieuw beenderen en soorten te verzamelen konden de onderzoekers aantonen dat er een groot verschil bestond tussen mannelijke en vrouwelijke exemplaren. Vrouwelijke moa's waren bijna drie keer zo zwaar en anderhalf keer zo groot als de mannelijke dieren, een verschil dat nergens anders bij vogels of landzoogdieren voorkomt. De gedetailleerde analyses van mitochondriaal DNA van de moafossielen laten zien dat alle overblijfselen van Dinornis struthoides (de kleinste Dinornis-moa) van mannetjesdieren afkomstig zijn. De andere overblijfselen, van Dinornis novaezealandiae en Dinornis giganteus komen van vrouwtjes. Het verschil tussen kleine en grote vrouwtjes komt waarschijnlijk door ander voedsel. Dinornis novaezealandiae kwam uit ecosystemen die niet erg productief waren en dus niet zoveel voedingsstoffen gaven als de ecosystemen waar Dinornis giganteus voorkwam. Vrouwtjes van verwante families zoals de kiwi's en de kasuarissen zijn ook groter dan de mannetjes. Beide groepen onderzoekers kwamen tot de conclusie dat de meeste beenderen, die in moerassen zijn bewaard gebleven en in musea tentoongesteld worden, afkomstig zijn van vrouwtjes. Dit doet vermoeden dat vrouwtjes voedsel zochten en dat de mannetjes op de eieren zaten, zoals ook mannelijke kiwi's doen. De groep onderzoekers geleid door Alan Cooper suggereert dat grote vrouwtjes nodig waren om grote eieren te produceren zodat hun jongen konden overleven in de bossen.
De groepen adviseerden om de taxonomie voor het geslacht Dinornis als volgt te herzien:
Familie: Dinornithidae
| Wetenschappelijke naam              | Nederlandse naam                              |
| ----------------------------------- | --------------------------------------------- |
| Dinornis novaezealandiae Owen, 1843 | Noordereiland-bosmoa, Noordereiland-reuzenmoa |
| Dinornis robustus Owen, 1846        | Zuidereiland-bosmoa, Noordereiland-reuzenmoa  |

Dinornis giganteus en Dinornis struthoides zijn synoniemen van Dinornis novaezealandiae. Hierdoor komt het totaal aan moasoorten op tien. In 2005 zijn echter vijf aanvullende moasoorten geïdentificeerd door evolutionair biologen. De onderzoekers, geleid door David Lambert, zeggen materiaal te hebben dat bewijst dat het aantal moasoorten op 14 gesteld moet worden. Hun artikel over het tempo en model van evolutie van moa's werd gepubliceerd in juni 2005 in Proceedings of the National Academy of Sciences. Ze hebben oud DNA uit 125 moabeenderen onderzocht en bewijs gevonden voor het bestaan van meer dan tien soorten. Volgens het onderzoek is er waarschijnlijk maar één Euryapteryx-soort, maar twee extra Pachyornis-soorten en twee extra Dinornis-soorten. Ze betwijfelen ook of Megalapteryx benhami Archey, 1941 een synoniem is van M. didinus. Het onderzoek laat zien dat er waarschijnlijk twee soorten van het geslacht Megalapteryx waren, namelijk Megalapteryx didinus en waarschijnlijk Megalapteryx benhami.

## Eieren
Hoewel de moa's groot waren, waren hun eieren vrij breekbaar. De grootste moa's, Dinornis robustus en Dinornis novaezealandiae, legden zelfs de breekbaarste moaeieren, met een respectieve dikte van 1,41 millimeter en 1,06 millimeter. Anno 2010 was nog onduidelijk hoe de moavrouwtjes van 200 kilogram of de mannetjes van 75 kilogram de eieren konden uitbroeden zonder ze te breken.

## Levende verwanten
De moa wordt beschouwd als enigszins verwant aan de kiwi en daarmee aan de loopvogels. Geruchten over levende moa's doen de ronde, maar daarvoor is geen bewijs.